# みそのウイングシティ
みそのウイングシティ（みそのウイングシティ）は、埼玉県さいたま市緑区と岩槻区にまたがる、浦和美園駅周辺の土地区画整理事業エリア。県・市・都市再生機構によって事業が進められている。さいたま市内では最大規模の土地区画整理事業となっている。

## 地区・規模
主に、以下の4地区に分かれて計画・開発が行われている。総面積は313ha、計画人口は31,200人。同時期に県内で大規模な区画整理が行われていた越谷レイクタウンの総面積は225.6ha、計画人口は22,400人であった。
- 浦和東部第一地区 （浦和美園駅の西側一帯）
- 浦和東部第二地区 （浦和美園駅の東側一帯で最も広い面積を持つ）
- 岩槻南部新和西地区 （浦和東部第二地区の東側で、唯一岩槻区に属する地区）
- 大門・下野田地区 （国道463号バイパス南側の狭い地域）

## 沿革・歴史

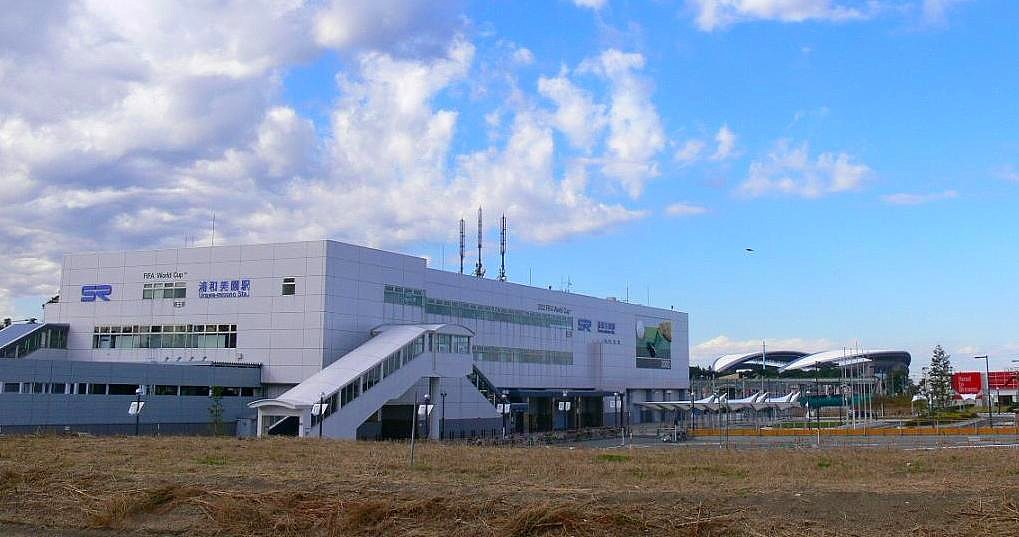
まちびらき直後の浦和美園駅東口（2006年）

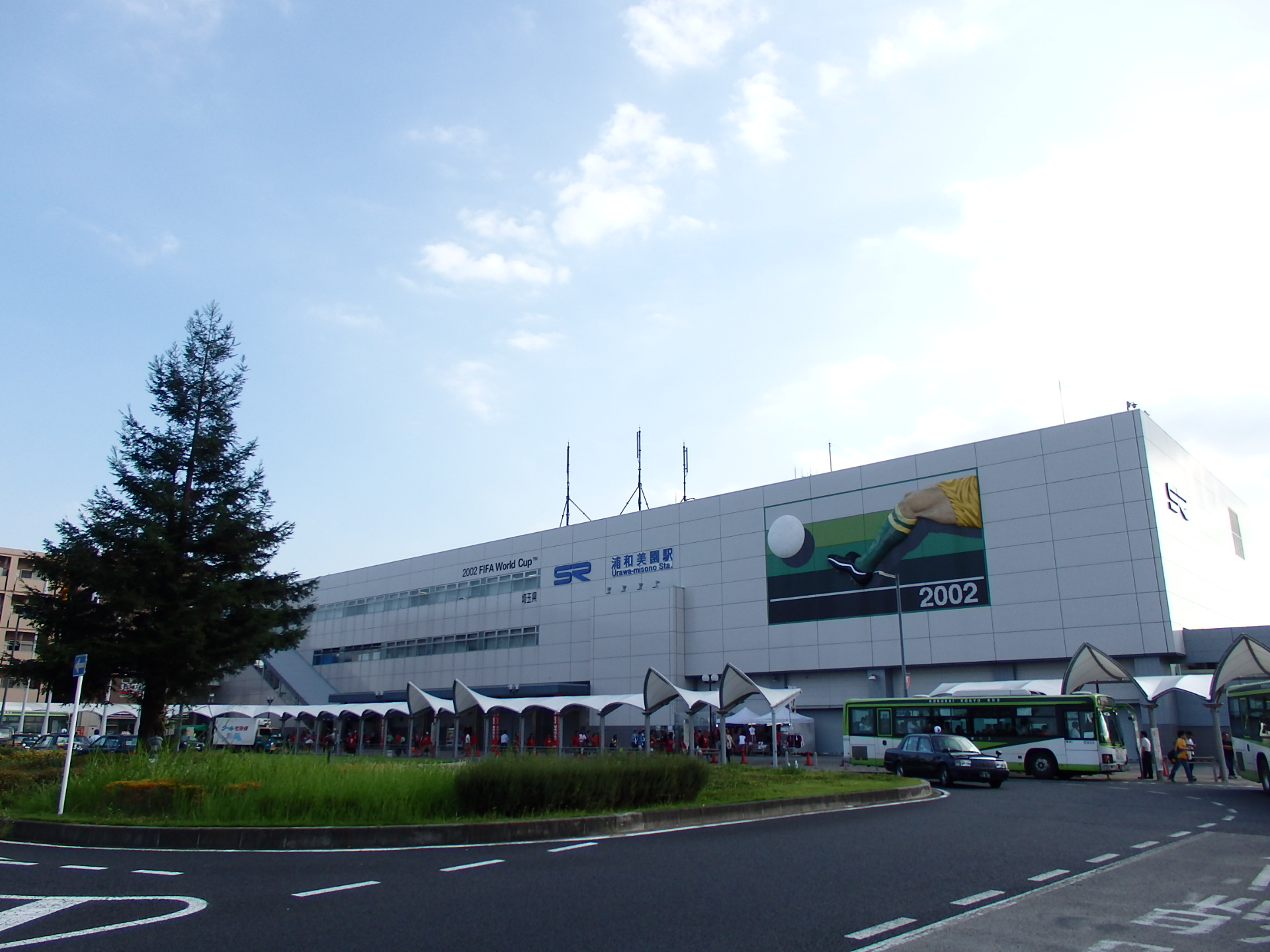
浦和美園駅東口（2015年）

区画整理以前には、地区東側の綾瀬川沿いの低地は田畑が広がり、植木など観賞用植物の栽培なども盛んであった。住宅地としては、エリアの東端に戸建の野台団地があったのみである（区画整理前に宅地化された部分と区画整理後に宅地化された部分は一体化しており、違いは建物の築年数だけとなっている）。また、地区西側の台地には畑が多く民家や農家が点在していた。
1924年（大正13年）に蓮田 - 岩槻間で開業した武州鉄道が、1928年（昭和3年）には岩槻より南下してエリア内の武州大門まで開業しているが、同鉄道は経営悪化により1938年（昭和13年）に廃止された。その後、同鉄道の廃線跡を利用して国道122号線が開通し、1980年（昭和55年）には東北自動車道が開通。当エリアに隣接する位置に浦和インターチェンジおよび浦和本線料金所が開設されている。なお、「みその」（美園）とは、1956年（昭和31年）に戸塚村・大門村・野田村が合併し成立した北足立郡美園村に由来し、1962年（昭和37年）に浦和市と川口市に吸収合併され消滅した。合併後も浦和市において旧美園村域は美園地区と呼ばれることもあった。
土地区画整理事業は、1985年度（昭和60年度）に浦和市沿線地域整備構想の策定が着手され、次いで1986年度（昭和61年度）に岩槻市沿線地域整備構想の策定も着手されたことに始まる。1993年度（平成5年度）には国際アメニティタウン構想基本方針および推進方策の検討が行われ、1999年（平成11年）6月に都市計画決定がなされた。2000年（平成12年）3月の事業認可を経て、2001年（平成13年）11月20日に起工式を挙行。2002年（平成14年）5月、地域愛称を公募の結果「彩の国ウイングシティ」に決定。そして平成18年4月、街開きが行われると同時に「みそのウイングシティ」に改称された。
この間の2001年（平成13年）3月には、埼玉高速鉄道線が開業。2001年（平成13年）10月には、エリアの北側に埼玉スタジアム2002がオープンし、2002年（平成14年）には、埼玉スタジアム2002にて2002 FIFAワールドカップの試合が行われている。
もともと綾瀬川周辺は田畑が広がっていたことから、造成完了後も地盤を安定させ地盤沈下を防止するために数年以上土を盛っていた。そのために街びらきからしばらくしても駅前には更地が目立つ状況が続いた。2010年（平成22年）頃から国道463号より南の宅地化が進み、2013年（平成25年）秋ごろには国道北側の浦和岩槻線、岩槻南部中央通り線などの幹線道路が開通、2014年（平成26年）には東西を結ぶ美園北陸橋が開通し、宅地や商業施設の建設が始まった。2015年（平成27年）には順天堂大学医学部附属病院の誘致（病院の名称は埼玉国際先進医療センター（仮称）とし、同大学の看護学部と看護専門の大学院のキャンパスを併設）が決定（2024年に建設中止を決定）し、北側の整備が急速に進んでいる。
かつては綾瀬川と並走するように伝右川が流れていたが、現在は区画整理地内は完全に暗渠となり、宅地や大門下池調節池などに転換されている。

### 年表

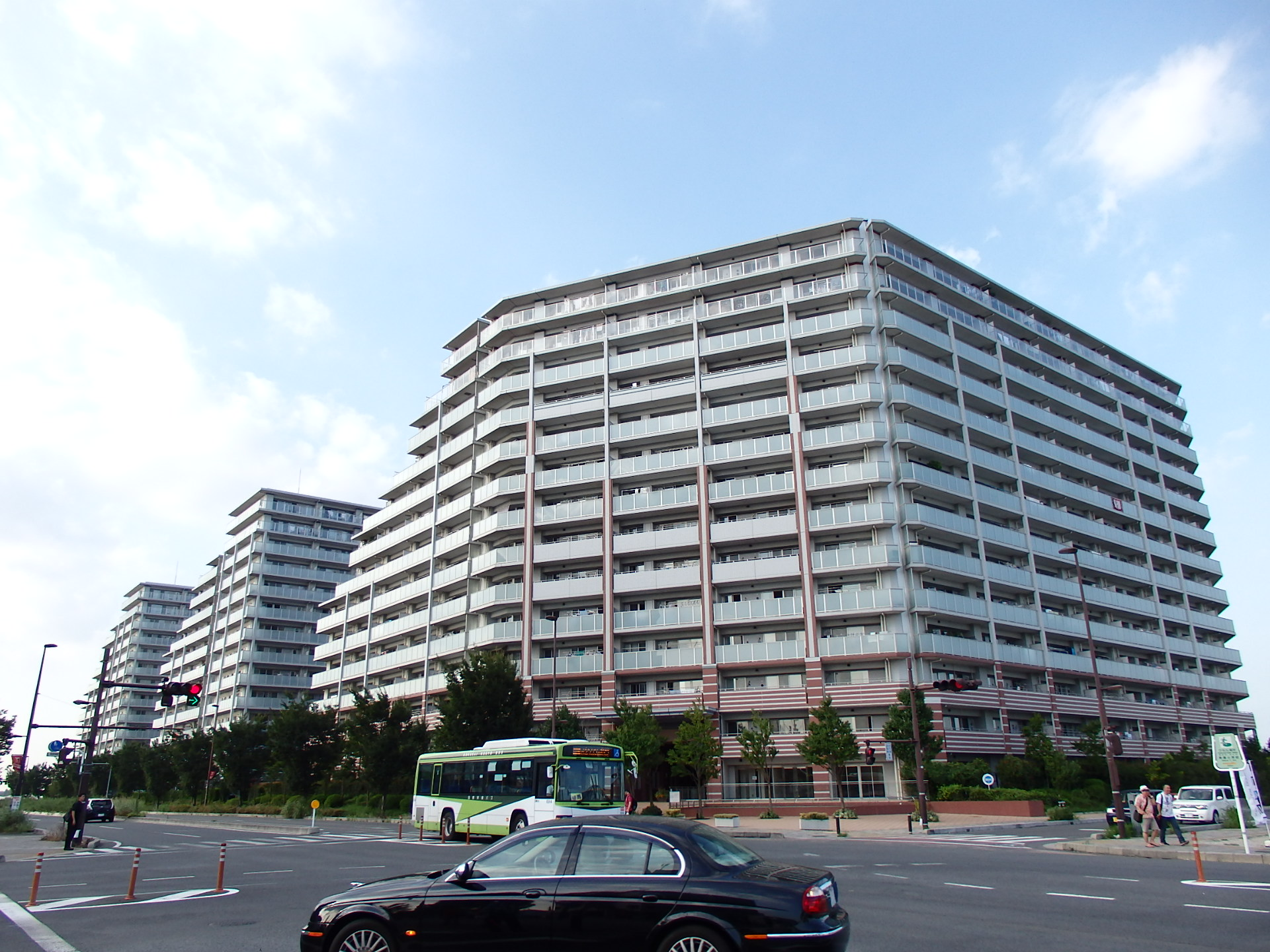
センターフィールド浦和美園

- 2001年（平成13年）3月 - 埼玉高速鉄道が開通、浦和美園駅開業。区画整理が事業認可。
- 2001年10月 - 埼玉スタジアム2002がオープン。
- 2001年11月20日 - 区画整理起工式を挙行。
- 2002年（平成14年）6月 - 埼玉スタジアム2002にて2002 FIFAワールドカップの試合が行われる。
- 2006年（平成18年）4月 - 街びらき。浦和東部第二地区の国道463号バイパス南側にイオン浦和美園ショッピングセンター（現：イオンモール浦和美園）がオープンした。
- 2007年（平成19年）11月 - 浦和美園駅前にファミリーマートが開店。
- 2007年（平成19年）12月 - 657戸の大型分譲マンション「センターフィールド浦和美園（売主：東急不動産・オリックス不動産・阪急不動産）」が竣工した。
- 2012年（平成24年）- 人口増に伴ってさいたま市立美園小学校が開校。
- 2013年（平成25年）- 浦和美園駅西口ロータリーが供用開始。
- 2014年（平成26年）7月2日 - 美園3号線の美園駅北陸橋が17年かけて完成。
- 2015年（平成27年） - アーバンデザインセンターみそのがオープン。また、11月15日に浦和美園駅周辺がさいたま国際マラソンのコースとなった。
- 2016年（平成28年）1月4日 - 駅前複合公共施設が開業。美園支所が大門1973−1から駅前複合施設1階に移転。さいたま市立美園図書館も開館。
- 2017年（平成29年）2月18日 - 町名地番変更が行われ、浦和東部第二地区が美園一丁目 - 六丁目に、新和西地区が美園東一丁目 - 三丁目にそれぞれ変更となる[2]。
- 2017年（平成29年）3月9日 - ウニクス浦和美園が開業。
- 2019年（平成31年）4月5日 - いずれも新設のさいたま市立美園南中学校、さいたま市立美園北小学校が開校。
- 2021年（令和3年） - 埼玉スタジアムが東京2020オリンピックでのサッカー開催会場となる。また、2027年以降順天堂大学医学部附属埼玉国際先進医療センター（仮称）が開院し、併設して同大学の看護学部と大学院も開校する予定。

## 交通・地理

### 鉄道
- 埼玉高速鉄道線 浦和美園駅

### バス路線
国際興業バス
- 大01 浦和美園駅 - 大宮駅東口
- 浦02・浦02-2・浦02-3・美01 埼玉スタジアム・浦和美園駅 - 浦和駅東口
- 岩11・岩11-2・岩11-3 東川口駅北口 - 岩槻駅
- 美80 浦和美園駅 - さいたま東営業所
- 新越12 新越谷駅西口 - 東川口駅北口

ジャパンタローズ（タローズバス）の越谷駅西口 - 浦和美園駅間の路線は2018年（平成30年）7月1日付で休止。

### 道路
- 東北自動車道
- 国道122号
- 国道463号
- 国道463号（越谷浦和バイパス）

## 施設

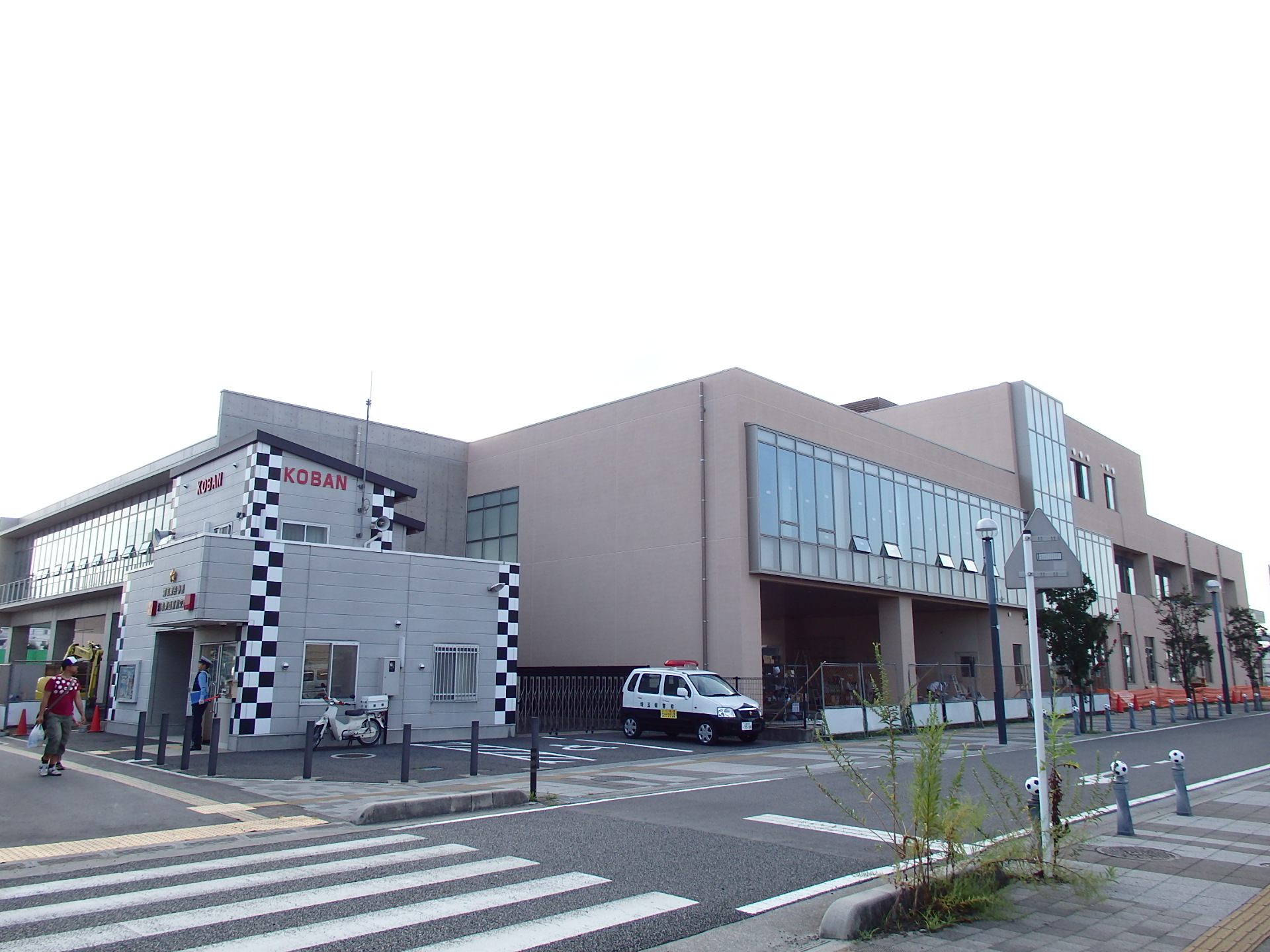
浦和美園駅東口複合施設

各地区の施設の項を参照。
- 大門
- 下野田
- 玄蕃新田
- 上野田
- 中野田
- 高畑
- 尾ケ崎・尾ケ崎新田
- 釣上・釣上新田

## ギャラリー

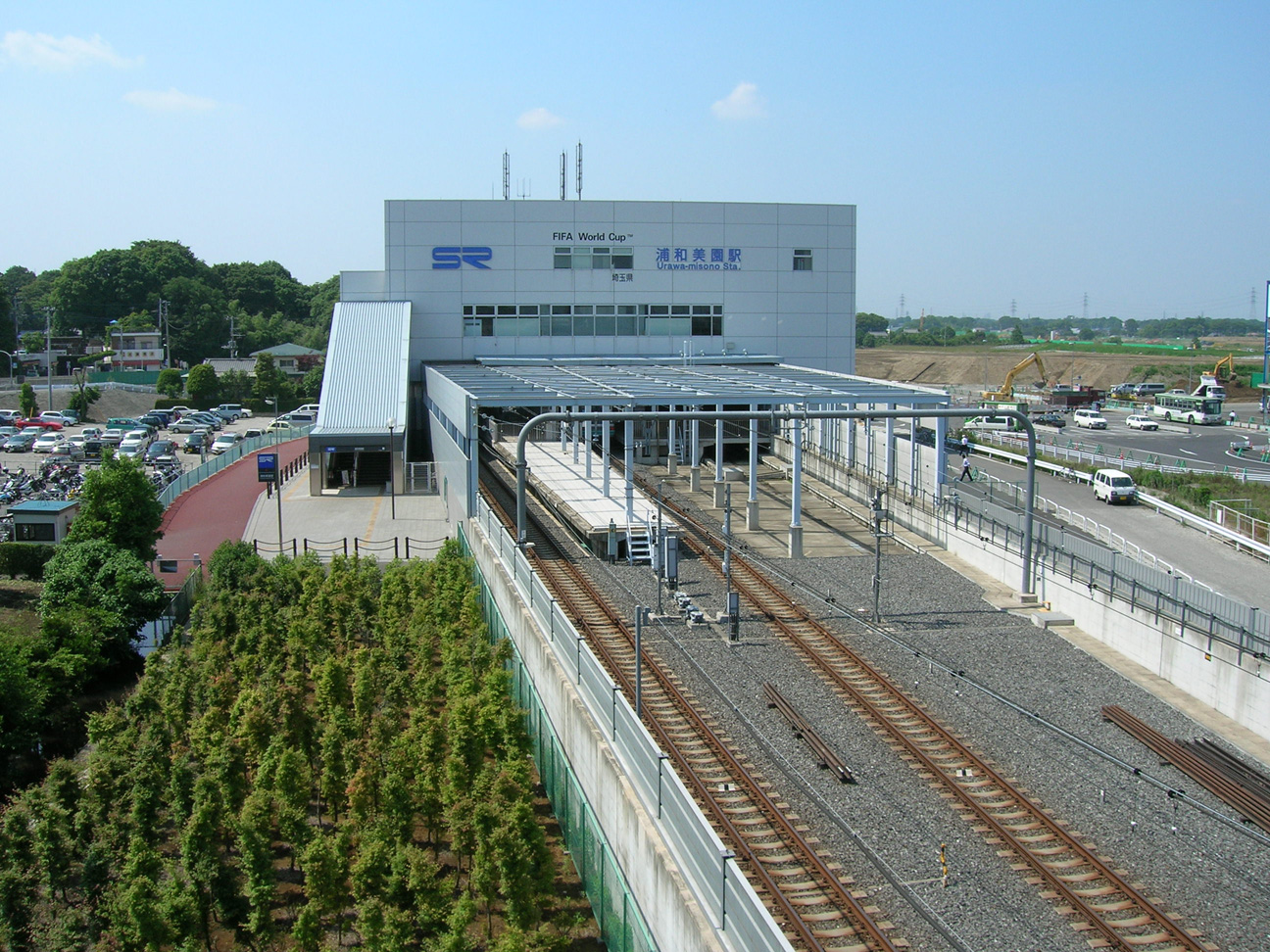
浦和美園駅南側（2005年）
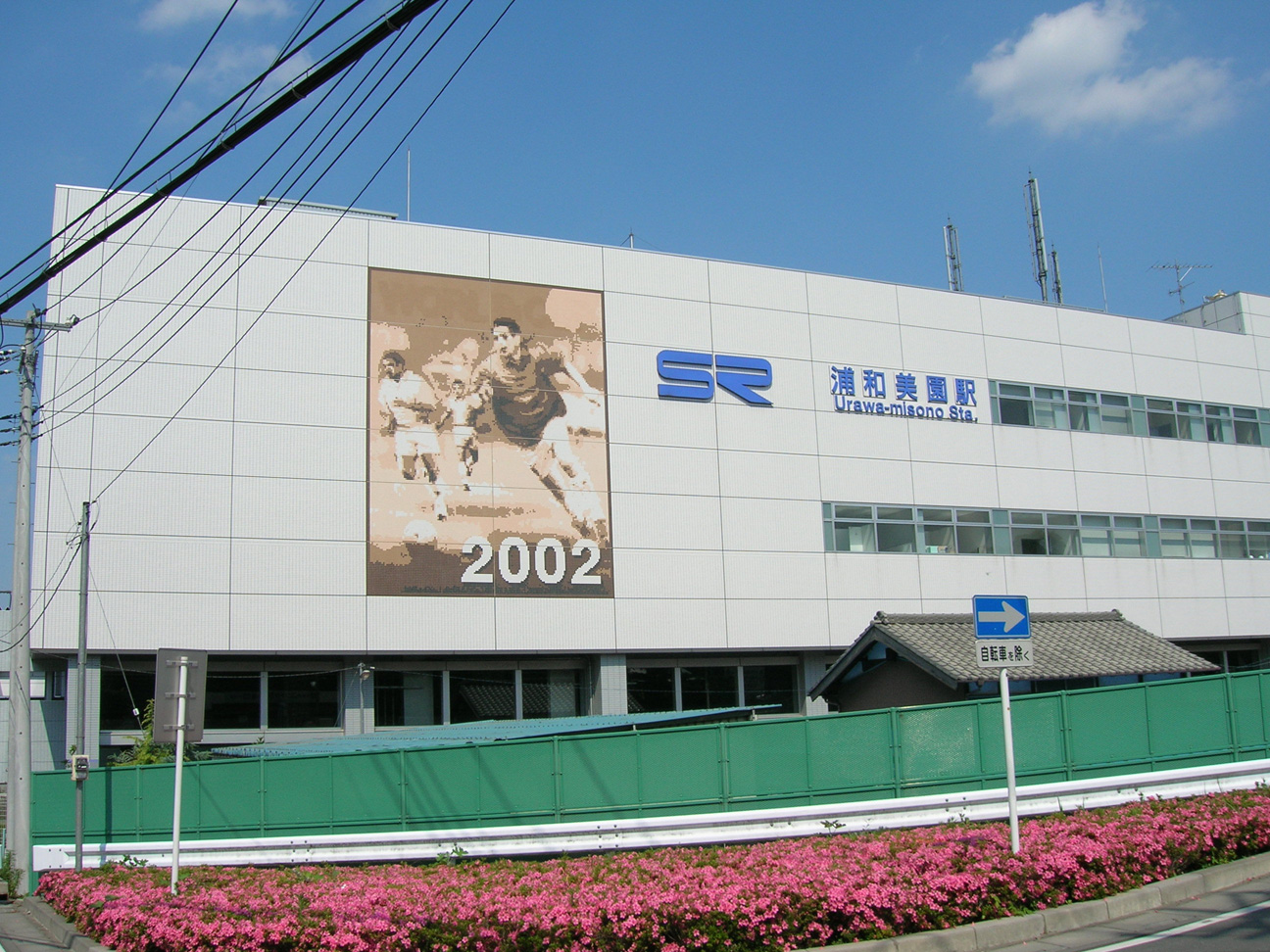
浦和美園駅西口開設前（2005年）
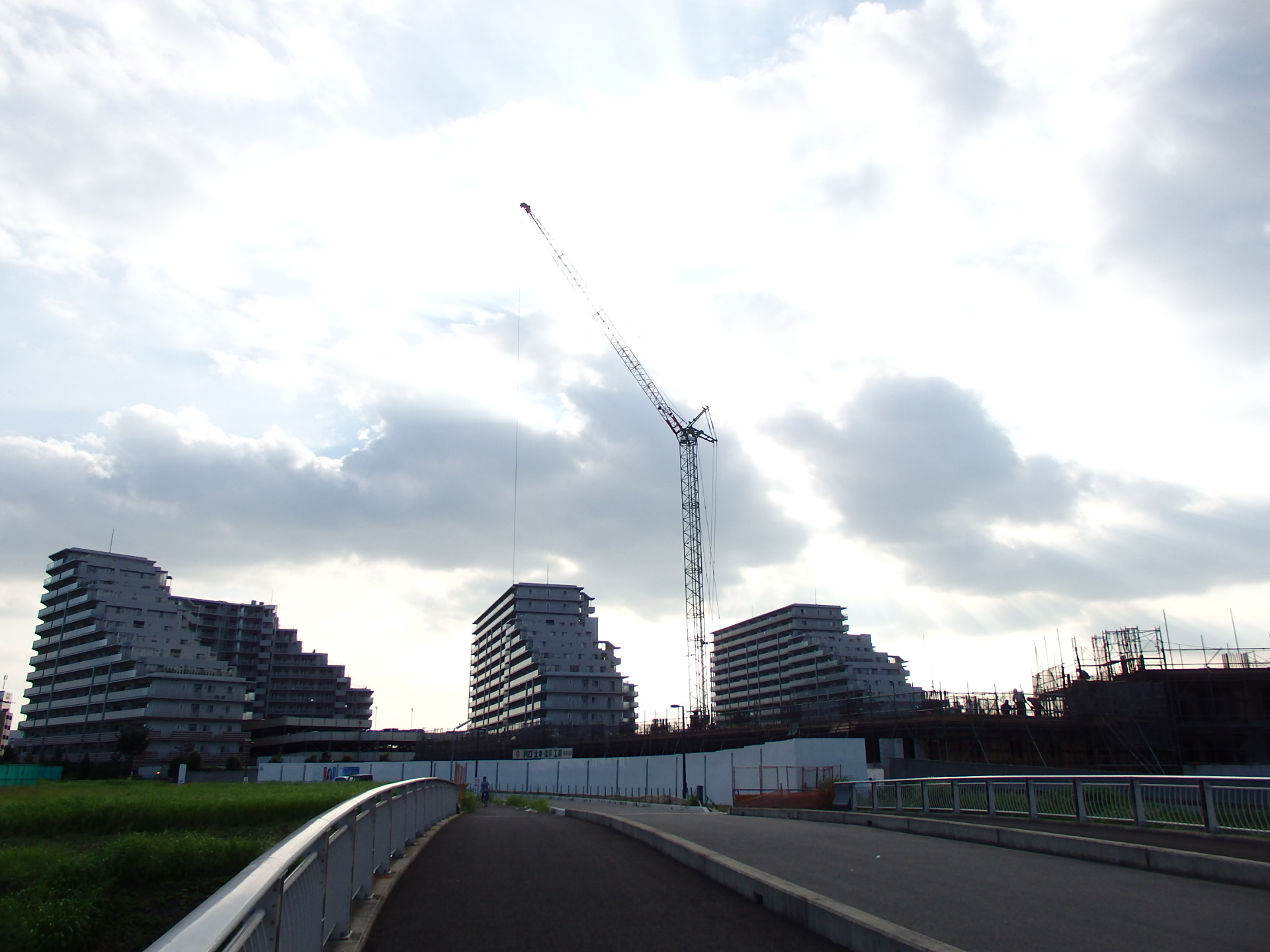
大規模マンションの建設が進む（2015年）

## 空撮写真
- 国土地理院 地図・空中写真閲覧サービス
  - 浦和美園駅周辺（2003年撮影）
  - 浦和美園駅周辺（2013年撮影）